# Coppa dell'Emiro del Kuwait
La  Kuwait Emir Cup è una competizione calcistica del Kuwait che si svolge annualmente.
La prima edizione della competizione si è svolta nel 1962. L'attuale detentore del titolo e l'Al-Qadisiya.

## Vincitori
| Stagione | Campione                               | Risultato     | Finalista            | Stadio                               |
| -------- | -------------------------------------- | ------------- | -------------------- | ------------------------------------ |
| 1962     | Al Arabi Kuwait                        | 7-1           | Al Qadisiya Kuwait   |                                      |
| 1963     | Al Arabi Kuwait                        | 1-0           | Al Kuwait Kaifan     |                                      |
| 1964     | Al Arabi Kuwait                        | 2-1           | Al Qadisiya Kuwait   |                                      |
| 1965     | Al Qadisiya Kuwait                     | 3-1           | Al Arabi Kuwait      |                                      |
| 1966     | Al Arabi Kuwait                        | 2-0           | Al Salmiya Club      |                                      |
| 1967     | Al Qadisiya Kuwait                     | 4-2           | Al Arabi Kuwait      |                                      |
| 1968     | Al Qadisiya Kuwait                     | 2-1           | Al Arabi Kuwait      |                                      |
| 1969     | Al Arabi Kuwait                        | 2-1           | Al Kuwait Kaifan     |                                      |
| 1970     | Al Yarmouk Meshref                     | 2-1           | Al Arabi Kuwait      |                                      |
| 1971     | Al Arabi Kuwait                        | 2-1           | Al Kuwait Kaifan     |                                      |
| 1972     | Al Qadisiya Kuwait                     | 2-1           | Al Arabi Kuwait      |                                      |
| 1973     | Al Yarmouk Meshref                     | 0-0 (4-2 dtr) | Al Salmiya Club      |                                      |
| 1974     | Al Qadisiya Kuwait                     | 1-0           | Al Arabi Kuwait      |                                      |
| 1975     | Al Qadisiya Kuwait                     | 2-1           | Al Kuwait Kaifan     |                                      |
| 1976     | Al Kuwait Kaifan                       | 1-0           | Al Qadisiya Kuwait   |                                      |
| 1977     | Al Kuwait Kaifan                       | 2-1           | Al Qadisiya Kuwait   |                                      |
| 1978     | Al Kuwait Kaifan                       | 4-1           | Al Salmiya Club      |                                      |
| 1979     | Al Qadisiya Kuwait                     | 2-1           | Al Kazma Kuwait      |                                      |
| 1980     | Al Kuwait Kaifan                       | 3-2           | Al Kazma Kuwait      |                                      |
| 1981     | Al Arabi Kuwait                        | 1-0           | Al Kuwait Kaifan     |                                      |
| 1982     | Al Kazma Kuwait                        | 6-1           | Al Kuwait Kaifan     |                                      |
| 1983     | Al Arabi Kuwait                        | 2-1           | Al Kazma Kuwait      |                                      |
| 1984     | Al Kazma Kuwait                        | 2-0           | Al Tadamun Farwaniya |                                      |
| 1985     | Al Kuwait Kaifan                       | 2-2 (4-2 dtr) | Al Kazma Kuwait      |                                      |
| 1986     | Al Fahaheel                            | 3-0           | Al Kazma Kuwait      |                                      |
| 1987     | Al Kuwait Kaifan                       | 4-2           | Al Tadamun Farwaniya |                                      |
| 1988     | Al Kuwait Kaifan                       | 1-0           | Al Kazma Kuwait      |                                      |
| 1989     | Al Qadisiya Kuwait                     | 2-1           | Al Arabi Kuwait      |                                      |
| 1990     | Al Kazma Kuwait                        | 1-1 (4-2 dtr) | Al Arabi Kuwait      |                                      |
| 1991     | Sospesa a causa della Guerra del Golfo |               |                      |                                      |
| 1992     | Al Arabi Kuwait                        | 1-1 (3-2 dtr) | Al Qadisiya Kuwait   |                                      |
| 1993     | Al Salmiya Club                        | 5-0           | Al Yarmouk Meshref   |                                      |
| 1994     | Al Qadisiya Kuwait                     | 2-0           | Al Tadamun Farwaniya |                                      |
| 1995     | Al Kazma Kuwait                        | 1-0           | Al Arabi Kuwait      |                                      |
| 1996     | Al Arabi Kuwait                        | 2-1           | Al Jahra SC          |                                      |
| 1997     | Al Kazma Kuwait                        | 2-0           | Al Qadisiya Kuwait   |                                      |
| 1998     | Al Kazma Kuwait                        | 3-1           | Al Arabi Kuwait      |                                      |
| 1999     | Al Arabi Kuwait                        | 2-1           | Al Sahel Abu Hlaifa  |                                      |
| 2000     | Al Arabi Kuwait                        | 2-1           | Al Tadamun Farwaniya |                                      |
| 2001     | Al Salmiya Club                        | 3-1           | Al Kazma Kuwait      |                                      |
| 2002     | Al Kuwait Kaifan                       | 1-0           | Al Jahra SC          |                                      |
| 2003     | Al Qadisiya Kuwait                     | 2-2 (4-1 dtr) | Al Salmiya Club      |                                      |
| 2004     | Al Qadisiya Kuwait                     | 2-0           | Al Kuwait SC         |                                      |
| 2005     | Al Arabi Kuwait                        | 1-1 (6-5 dtr) | Al Kazma Kuwait      |                                      |
| 2006     | Al Arabi Kuwait                        | 2-0           | Al Qadisiya Kuwait   |                                      |
| 2007     | Al Qadisiya Kuwait                     | 5-0           | Al Salmiya Club      |                                      |
| 2008     | Al Arabi Kuwait                        | 2-1           | Al Salmiya Club      |                                      |
| 2009     | Al Kuwait SC                           | 2-1           | Al Arabi Kuwait      | Al Kuwait Sports Club Stadium        |
| 2010     | Al Qadisiya Kuwait                     | 0-0 (4-1 dtr) | Al Kuwait SC         | Al Kuwait Sports Club Stadium        |
| 2011     | Al Kazma Kuwait                        | 1-0           | Al Kuwait SC         | Al Kuwait Sports Club Stadium        |
| 2012     | Al Qadisiya Kuwait                     | 1-0           | Al Kazma Kuwait      | Al Kuwait Sports Club Stadium        |
| 2013     | Al Qadisiya Kuwait                     | 3-0           | Al Jahra SC          | Al Kuwait Sports Club Stadium        |
| 2014     | Al Kuwait SC                           | 1-1 (4-3 dtr) | Al Qadisiya Kuwait   | Al Kuwait Sports Club Stadium        |
| 2015     | Al-Qadisiya                            | 1-0           | Al-Salmiya           | Al Kuwait Sports Club Stadium        |
| 2016     | Kuwait SC                              | 3-1           | Al-Arabi             | Al Kuwait Sports Club Stadium        |
| 2017     | Kuwait SC                              | 4-2           | Kazma                | Al Kuwait Sports Club Stadium        |
| 2018     | Kuwait SC                              | 3-0           | Al-Arabi             | Al Kuwait Sports Club Stadium        |
| 2019     | Kuwait SC                              | 2-0           | Al-Qadisiya          | Stadio internazionale Jaber Al-Ahmad |
| 2020     | Al-Arabi                               | 2-1           | Kuwait SC            |                                      |
| 2022     | Kuwait SC                              | 1-0           | Al-Qadisiya          |                                      |
| 2023     | Kazma                                  | 2-1           | Al-Salmiya           |                                      |
| 2023     | Kuwait SC                              | 3-0 (dts)     | Kazma                |                                      |
| 2024     | Al-Qadisiya                            | 1-0           | Al-Salmiya           |                                      |

## Titoli per squadra
| Club                 | Vittorie | 2° | Stagioni |
| -------------------- | -------- | -- | --- |
| Al-Qadisiya (Qadsia) | 16       | 8  | 1964–65, 1966–67, 1967–98, 1971–72, 1973–74, 1974–75, 1978–79, 1988–89, 1993–94, 2002–03, 2003–04, 2006–07, 2009–10, 2011–12, 2013, 2014–15, 2023–24 |
| Al-Arabi             | 15       | 11 | 1961–62, 1962–63, 1963–64, 1965–66, 1968–69, 1970–71, 1980–81, 1982–83, 1991–92, 1995–96, 1998–99, 1999–00, 2004–05, 2005–06, 2007–08, 2019–20       |
| Kuwait SC            | 10       | 9  | 1975–76, 1976–77, 1977–78, 1979–80, 1984–85, 1986–87, 1987–88, 2001–02, 2008–09, 2013–14, 2015–16, 2016–17, 2017–18, 2018–19, 2020–21, 2022–23       |
| Kazma                | 7        | 9  | 1981–82, 1983–84, 1989–90, 1994–95, 1996–97, 1997–98, 2010–11, 2021-22                                                                               |
| Al-Salmiya           | 2        | 7  | 1992–93, 2000–01 |
| Al-Yarmouk           | 2        | 1  | 1969–70, 1972–73 |
| Fahaheel             | 1        | -  | 1985–86 |
| Al-Tadamon           | -        | 4  | ----- |
| Al-Jahra             | -        | 3  | ----- |
| Al-Sahel             | -        | 1  | ----- |